# Aviv Geffen

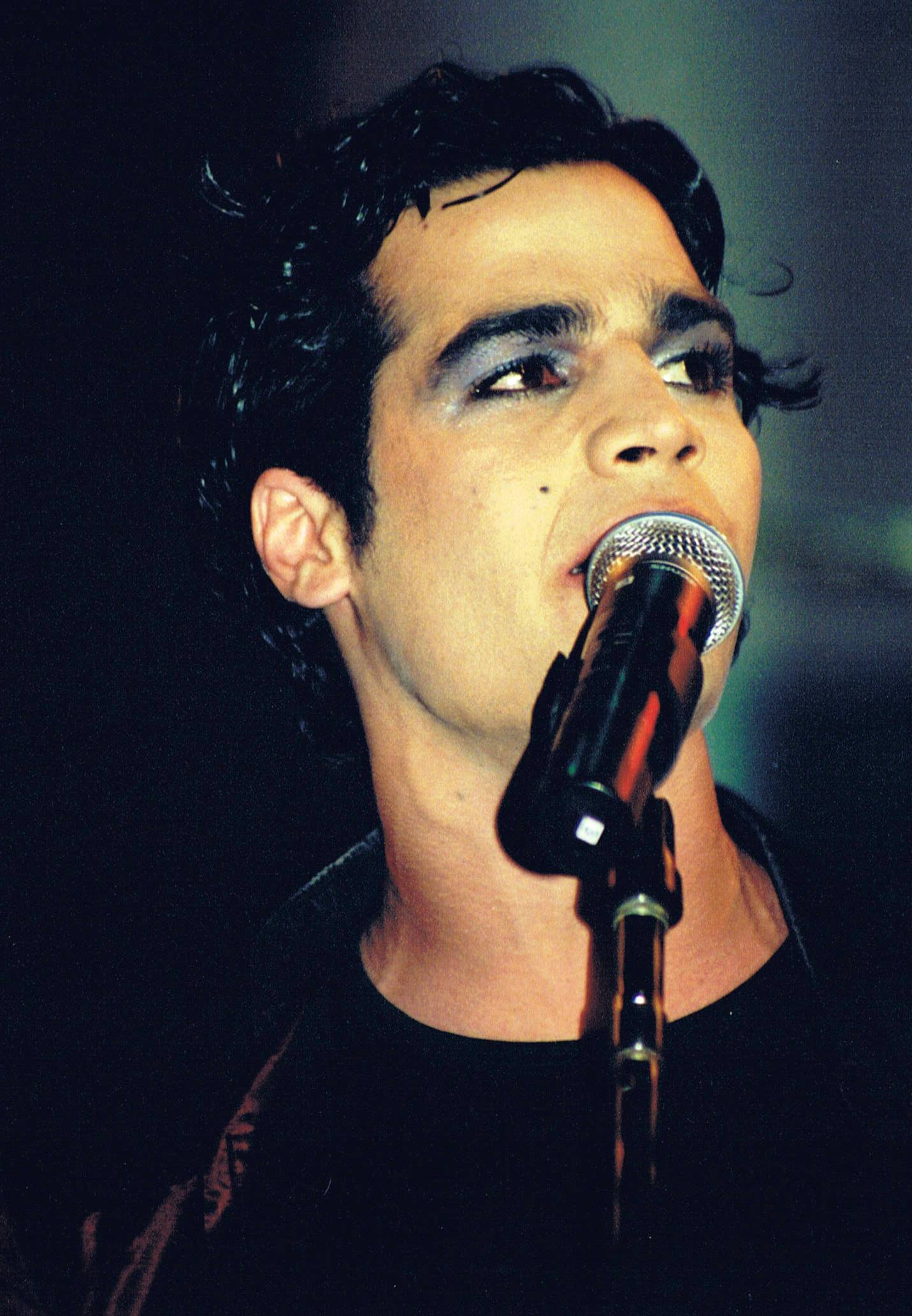
Aviv Geffen

Aviv Geffen (hebräisch אביב גפן; * 10. Mai 1973 in Ramat Gan) ist ein israelischer Popmusiker.

## Leben und Karriere
Geffen ist der Sohn des israelischen Dichters Jonathan Geffen und mütterlicherseits ein Großneffe des ehemaligen israelischen Generals und Ministers Mosche Dajan. Er engagierte sich früher für einen echten Frieden im Israel-Palästina-Konflikt. Geffen wird häufig als Wehrdienstverweigerer bezeichnet, wurde tatsächlich aber aus medizinischen Gründen vom Militärdienst befreit. Er ist bekennender Atheist.
Für viele Jugendliche in Israel wurde Geffen seit den frühen 1990er Jahren zum Idol. In seinen Songtexten thematisiert Geffen auch Probleme von Gewalt, Alkohol und anderen Drogen. Am 4. November 1995 trat er vor Tausenden von Menschen auf jener Friedenskundgebung in Tel Aviv auf, bei der Jitzchak Rabin nach seiner Friedensrede ermordet wurde. Geffen stand damals nur vier Meter vom Geschehen entfernt. Er bezeichnet seitdem den Augenblick des Attentats als „dramatischsten Moment seines Lebens“, der ihn zum Friedensaktivisten werden ließ. Erlebnisse wie dieses hat Geffen in mehreren Songs verarbeitet, z. B. Liwkot lecha (To cry for you). Dieser Song gilt inzwischen als Synonym für diesen Abend.
Nach einigen Soloplatten, die fast ausschließlich in Israel erfolgreich waren, ihn dort aber zum Star gemacht hatten, wagte er sich 2004 zusammen mit Steven Wilson von Porcupine Tree als Mitglied der Band Blackfield zum ersten Mal auf den internationalen Musikmarkt. Daneben arbeitet Aviv Geffen gelegentlich mit dem israelischen Bandprojekt Metropolin zusammen. Am 28. August 2009 erschien auch in Deutschland das von Trevor Horn produzierte erste englischsprachige Soloalbum Geffens. Im Januar 2009 präsentierte er bereits einige Lieder dieses Albums auf einer Deutschlandtour, u. a. Black and White, Silence, It’s Alright und October Song. Im November 2009 tourte Geffen erneut durch deutsche Großstädte, sowie Utrecht und Wien. 2010 ist er als Special Guest mit Nena auf deutschen Bühnen zu sehen.
Im August 2022 trat Geffen erstmals in einer israelischen Siedlung im besetzten Westjordanland auf. Bei seiner Vorstellung in Beit El trug er eine gehäkelte Kippa (wie sie bei den Nationalreligiösen üblich ist), entschuldigte sich beim Publikum – israelischen Siedlern – für seine politischen Ansichten in der Vergangenheit und bezeichnete die weit rechts stehende Politikerin Ajelet Schaked als gute Freundin.

## Diskografie (Solo)

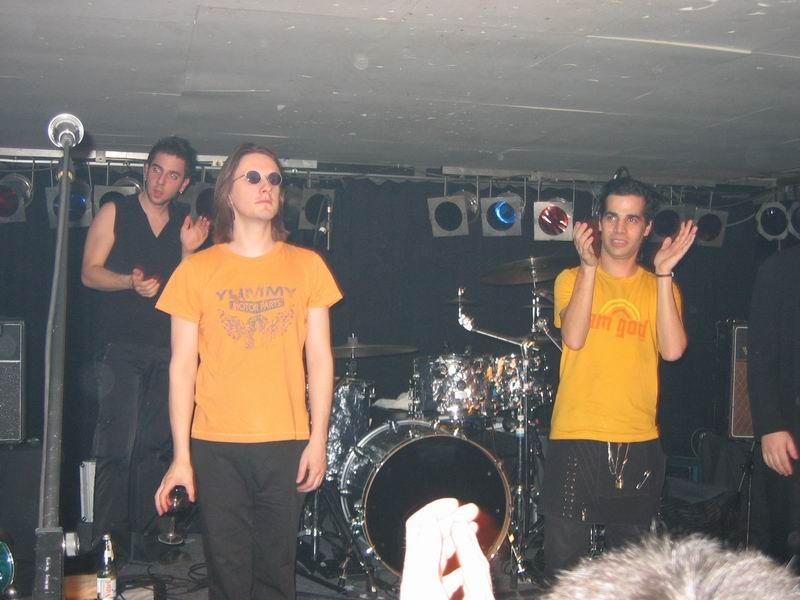
Steven Wilson und Aviv Geffen (rechts), 2004

### Alben
- 1992: זה רק אור הירח (Ze Rak Or haJare'ach [It’s Only The Moonlight])
- 1993: עכשיו מעונן (Achschaw Me'unan [It’s Cloudy Now])
- 1994: III אביב גפן (Aviv Geffen III)
- 1995: שומקום (Schumakom [Nowhere])
- 1996: המכתב (haMichtav [The Letter])
- 1998: חלולים (Chalulim [Hollowed])
- 1999: לילות לבנים (Leilot Lewanim [White Nights])
- 2000: יומן מסע (Joman Masa [Journey])
- 2002: ממנטו מורי (Memento Mori)
- 2006: עם הזמן (Im haZman [With the Time])
- 2009: Aviv Geffen (erstes englischsprachiges Album)
- 2012: פסיפס (Psefas [Mosaic])
- 2014: סדקים (Sdakim [Cracks])
- 2025: היסטוריה של תאונות

### Kompilationen
- 1997: ירח מלא (Jare'ach Male [Full Moon])

### EPs
- 2011: Mr. Down & Mrs. High

### Singles (Auswahl)
- 1992: אור הירח
- 1992: מיליארד טועים
- 1993: אולי
- 1993: שיר הסמרטוטים
- 1993: עכשיו מעונן
- 1994: האם להיות בך מאוהב
- 1995: מלאך
- 1996: עונות
- 1996: המכתב
- 1999: השיר שלנו
- 2000: יומן מסע (mit Arik Einstein)
- 2006: מחר
- 2006: זה רק הלב שכואב לך
- 2010: קוצים (mit Idan Raichel)
- 2012: סוף העולם (mit Eviatar Banai)
- 2014: מסתובב (mit Matti Caspi)
- 2022: ורוד מבריק (mit Ella Lee)
- 2022: מה נשאר לי ממך (mit Anna Zak)

## Filme
- Ein Kuss, ein Mord, ein Abschied. Israel nach dem Attentat auf Yitzhak Rabin. Dokumentarfilm, Deutschland, Israel, 1995, 45 Min., Buch und Regie: Esther Schapira und Georg M. Hafner, Produktion: Hessischer Rundfunk, Erstsendung: 3. Januar 1996, Inhaltsangabe von 3sat, darin beschäftigt sich unter anderem Geffen mit der Ermordung von Jitzchak Rabin.